# Wunschkinder und andere Zufälle
Wunschkinder und andere Zufälle ist ein Fernsehfilm aus dem Jahre 2003. Die Filme Die Hochzeit meiner Töchter und Mamas Flitterwochen sind Fortsetzungen der Geschichte.

## Handlung
Hildegard Reimund lebt alleine in ihrer großen Villa. Obwohl alle ihre drei Töchter grundverschieden sind, wollen sie keine Kinder in ihrem Leben. An ihrem Geburtstag teilt Hilde mit, dass die Mutter des ersten Enkelkindes das Haus bekommen soll.
Ihre drei Töchter versprechen sich, sich von ihrer Mutter nicht unter Druck setzen zu lassen. Alle drei werden nacheinander schwanger. Die älteren beiden kommen gemeinsam ins Krankenhaus. Durch ein Blitzerfoto wird aber nachgewiesen, dass die Jüngste gewonnen hat. Am Schluss ziehen die Töchter mit Enkelkindern bei ihrer Mutter wieder ein.

## Produktion
Der Film wurde am 28. November 2003 im Ersten erstausgestrahlt.